# Willi Plautz
Willi Hans Alfred Plautz (* 21. Januar 1895 in Thale; † 3. Mai 1978 in Hamburg) war ein deutscher Unternehmer und Politiker (CDU).

## Leben
Plautz, der sich als gottgläubig bezeichnete, war von seiner Ausbildung her Ingenieur. Zum 1. April 1933 trat er in die NSDAP ein (Mitgliedsnummer 1.769.174). Seit 1938 ruhte die Mitgliedschaft. Er war Inhaber verschiedener Unternehmen. Seine Geschäfte betrieb er von einem Büro im Chilehaus aus. Anfang 1949 bot er – gemeinsam mit Anderen – spanischen Stellen in einem Schreiben an das spanische Generalkonsulat an, ein Gramm Radium zum Preis von insgesamt 720.000 DM zu liefern. Das gefährliche Material sollte in Glasröhrchen eingeschmolzen und in gammastrahlensicherer Bleiverpackung geliefert werden. Ob der Handel tatsächlich zustande kam, ist nicht überliefert.
Politisch engagierte Plautz sich in der CDU und war 1948 Vorsitzender des Ortsverbandes Eppendorf/Hoheluft-Ost. Bei der Bürgerschaftswahl 1949 wurde er für das Wahlbündnis Vaterstädtischer Bund Hamburg, an dem sich die CDU Hamburg beteiligte, in das hamburgische Landesparlament gewählt. Am selben Tag wurde er auch in den Bezirksausschuss Hamburg-Nord gewählt. Am 23. April 1952 beantragte die Oberfinanzdirektion Hamburg, die Immunität Plautz’ aufzuheben, um ein Steuerstrafverfahren gegen ihn wegen Vorwürfen aus den Jahren 1948 und 1949 durchführen zu können. Plautz war mit der Aufhebung seiner Immunität einverstanden und der Geschäftsordnungsausschuss der Hamburgischen Bürgerschaft stimmte am 17. Juni 1952 einstimmig zu. Aber auch neuere finanzielle Schwierigkeiten trafen Plautz: Gegen seine Grundstücksgesellschaft Convent-Block mbH erging am 9. Juli 1952 ein Versäumnisurteil über 10.000 DM zuzüglich Zinsen. Am 31. Juli 1952 wurde vom Amtsgericht Hamburg gegen ihn Erzwingungshaft zur Abgabe des Offenbarungseides verhängt. Zudem wurde die von ihm bis zum 25. Juli 1952 geführte Wohngemeinschaft Eichenstraße GmbH zahlungsunfähig. Schließlich lagen mehrere Strafanzeigen wegen Urkundenfälschung und Betruges gegen ihn vor. Vor diesem Hintergrund beantragten der CDU-Fraktionsvorsitzende Erik Blumenfeld und drei seiner Fraktionskollegen den Ausschluss von Plautz aus der Bürgerschaft nach Artikel 13 Absatz 2 Nr. 1 der Verfassung der Freien und Hansestadt Hamburg, der einen Ausschluss ermöglicht, wenn ein Abgeordneter sein Amt missbraucht, um sich oder anderen persönliche Vorteile zu verschaffen. Zugleich beantragten sie zur Prüfung der Vorwürfe die Einsetzung eines Untersuchungsausschusses. Dieses Vorgehen ist in Anbetracht der im Folgejahr stattfindenden Bürgerschaftswahlen zu sehen, die CDU wollte mit der Ausschließung Plautz’ einen Imageverlust und eine Gefährdung ihrer wirtschaftspolitischen Kompetenz vermeiden, die sie durch den privaten Konkurs eines ihrer Abgeordneten hätte erleiden können. Die übrigen Parteien beteiligten sich zwar am Untersuchungsausschuss, sprangen aber der CDU inhaltlich nicht bei. So bedauerte der Ausschussvorsitzende Erwin Jacobi von der Deutschen Partei den Ausschlussantrag, sein Stellvertreter Joachim Kleist (SPD) machte auf die Gefahr aufmerksam, dass die Gerichte und der Ausschuss zu unterschiedlichen Ergebnissen kommen könnten, und Hans-Harder Biermann-Ratjen (FDP) empfahl zwar Plautz, sein Mandat freiwillig zurückzugeben, sah aber auch keine Notwendigkeit, das Abgeordnetenmandat zu entziehen. So beendete der Ausschuss seine Tätigkeit bereits mit der zweiten Sitzung am 10. Oktober 1952. Plautz legte daraufhin zwar sein Mandat im Bezirksausschuss Hamburg-Nord nieder, blieb aber bis zum Ende der Wahlperiode 1953 fraktionsloses Mitglied der Bürgerschaft – die CDU-Fraktion hatte ihn am 9. September 1952 ausgeschlossen. Anschließend hatte er sich der „Nationalen Solidarität Deutschland“ des früheren Landesvorsitzenden der Deutschen Partei, Rudi Conventz, angeschlossen, die aber bei der Bürgerschaftswahl 1953 mit 0,3 % der Stimmen scheiterte. Am 3. Juni 1953 war kurz vor Ende der Wahlperiode seine Immunität erneut aufgehoben worden.
Aufgrund der Vorgänge bei der Wohngemeinschaft Eichenstraße GmbH wurde er am 15. Mai 1956 wegen Verstoßes gegen das GmbH-Gesetz von einer Großen Strafkammer des Landgerichts Hamburg zu einem Jahr Gefängnis und einer Geldstrafe von 900 DM verurteilt. Bereits am 7. Mai 1956 war er wegen Verdunkelungsgefahr im Gerichtssaal verhaftet worden.